# Casa de l'Heura

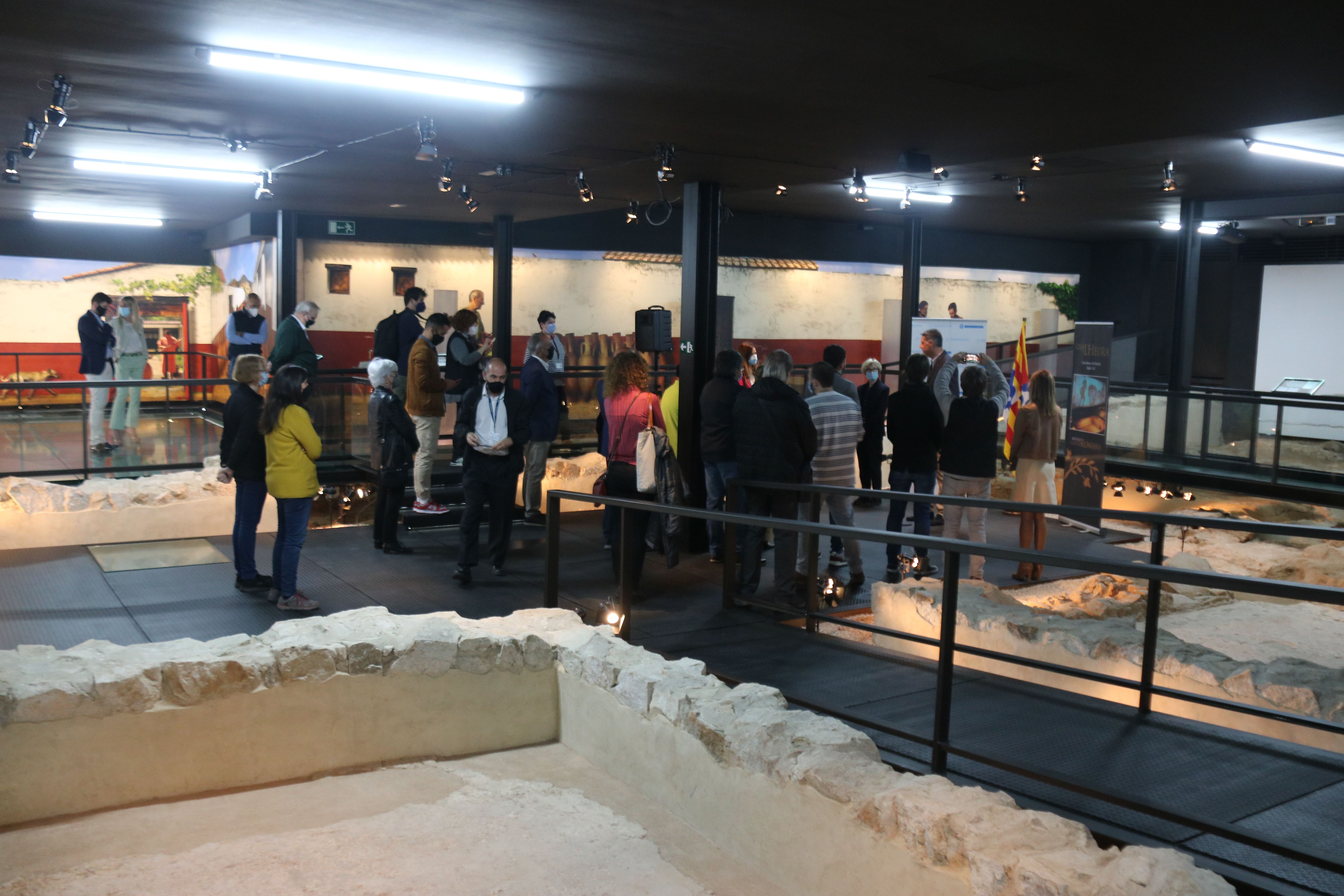
Interior de la Casa de l'Heura durant la seva inauguració.

La casa de l'Heura és una domus o casa benestant romana de l'antiga ciutat de Baetulo, datada de finals de segle i aC i localitzada a l'actual carrer d'en Lladó, 55-67, al barri de Dalt de la Vila, molt a prop de la casa dels Dofins. Les restes han estat museïtzades i l'espai va ser inaugurat oficialment el 24 d'abril de 2021. És gestionat pel Museu de Badalona.

## Descripció
Es tracta de les restes d'una casa romana d'uns 550 m2, situada a la planta baixa d'un edifici d'habitatges del carrer d'en Lladó. La distribució de les habitacions segueix el model les domus de Pompeia: consta d'un atri o pati central, que tenia la particularitat d'estar enjardinat, el qual donava pas a vuit àmbits diferents, on hi ha les diferents estances.
També tenia una àrea de treball, on s'han trobat dos dipòsits que servien per produir i emmagatzemar el vi, com la seva veïna casa dels Dofins, fet que testimonia la importància del vi a Baetulo. La casa conserva també un oecus o menjador d'estiu de grans proporcions obert totalment a l'exterior i amb paviments originals d'opus signinum tessel·lat. Davant de l'oecus també es va trobar un estany, que formava part d'un peristil. També es va trobar un tram del cardo maximus, un dels carrers principals, que la separava de la domus veïna.

## Història
La casa està datada entre el darrer quart de segle i aC fins a mitjan segle ii, coincidint el seu inici amb l'època de l'emperador August (63 aC-4 dC). També s'hi han trobat restes d'estructures i accions antròpiques d'època moderna, dels segles XVII i XVIII, al mateix solar.
La casa va ser descoberta el 1999 arran d'unes obres en un solar del carrer d'en Lladó i es va dur a terme una intervenció arqueològica que va durar un any, durant la qual es va descobrir també el tram del cardo maximus.
Gràcies a una subvenció del Ministeri de Foment, el 24 d'abril de 2017 van encetar-se les obres de rehabilitació i adequació a través del Programa de Rehabilitació Arquitectònica. La primera fase, executada pel mateix ministeri, va ser lliurada a l'Ajuntament de Badalona el 16 de febrer de 2018, que va assumir la resta d'obres d'adequació i museïtzació de l'espai. Amb tot, l'obra va veure's endarrerida a causa de diversos problemes administratius fins a l'abril de 2021, quan està prevista la seva obertura al públic.

## Museïtzació
La casa serà visitable de forma individual, tot i que es complementa amb l'altra domus conservada al mateix carrer, la dels Dofins.
Durant la intervenció de rehabilitació es van fer tasques d'excavació arqueològica, consolidació d'elements constructius romans i la construcció d'una passarel·la metàl·lica amb terra de vidre per poder observar millor les restes. L'espai mostrarà a través de recursos audiovisuals, lumínics i sonors com era la vida quotidiana en una casa benestant romana.
Val a dir que només s'ha museïtzat una part del total que es va excavar. Addicionalment, s'esperava que en un futur es puguin incorporar les restes que han quedat a l'edifici contingut, inclòs el mosaic de l'heura, que dona nom a la casa.